# العمار
العمار قرية سعودية، تتبع مركز ثقيف التابع لمحافظة الطائف في منطقة مكة المكرمة. تقع جنوب الطائف بمسافة تقارب (145) كم.

## التاريخ
نشأة العمار:
تُعدّ قرية العمار من القرى العريقة في منطقة مكة المكرمة، حيث يعود تاريخها إلى مئات السنين. وتشير بعض الروايات إلى أنّ القرية سكنها قوم عاد، وأنّ اسمها مشتقّ من اسم نبيّهم هود عليه السلام.
موقع العمار:
تقع قرية العمار جنوب مدينة الطائف بمسافة تقارب 145 كيلومترًا، على هضبة جبلية مرتفعة. وتتميز بموقعها الاستراتيجي على طريق التجارة القديم الذي يربط بين الحجاز واليمن.
معالم العمار:
تضم قرية العمار العديد من المعالم التاريخية والأثرية، أهمها:
- قلعة العمار: وهي قلعة قديمة تقع على قمة جبل مرتفع، وتُطلّ على القرية بأكملها.
- مسجد العمار: وهو مسجد تاريخي بُني منذ مئات السنين.
- سوق العمار: وهو سوق تقليدي يُقام أسبوعيًا، ويُباع فيه مختلف المنتجات المحلية.
- بيوت العمار: تتميز بيوت العمار ببنائها التقليدي، باستخدام الحجر والطين.

الحياة في العمار:
يعتمد أهالي قرية العمار على الزراعة ورعي الماشية كمصدرٍ رئيسيٍّ للدخل. كما تُعدّ الحرف اليدوية من أهم مصادر الدخل في القرية، مثل صناعة السجاد واللحف والتحف.